# Гайнутдинов, Ильгизар Идрисович
Ильгизар Идрисович Гайнутдинов (27.12.1954, Альметьевск) — советский футболист, полузащитник, воспитанник альметьевского футбола.
Первым клубом был альметьевскский «Буровик».
Вся остальная карьера связана с главной футбольной командой Татарстана — «Рубином» — 172 игры и 22 гола.
В сезоне 1978 года выступал в «Крылья Советов», вместе с которыми вышел в высшую лигу проведя 22 матча из 38. В составе команды провёл два кубковых матча против команды высшей лиги «Шахтёр» (Донецк).
По окончании игровой карьеры выступал за команду ветеранов «Крылья Советов»

## Достижения
командные
- Чемпионат СССР по футболу 1978 (первая лига) — 1 место
- Чемпионат СССР по футболу 1974 (вторая лига, финал) — 2 место
- Кубок автономных республик РСФСР среди сборных команд — чемпион (1987)[6]
- Чемпионат РСФСР по футболу — серебряный призёр (1974)[7]

личные
- в первенствах страны (D2/D3) и кубках провёл 200 матчей
- в финальных матчах Чемпионата РСФСР по футболу 1974 года забил 3 гола